# Crotalus vegrandis
Crotalus vegrandis este o specie de șerpi din genul Crotalus, familia Viperidae, descrisă de Klauber 1941. Conform Catalogue of Life specia Crotalus vegrandis nu are subspecii cunoscute.